# Hesperotyphlus
Hesperotyphlus es un género de coleópteros polífagos estafilínidos (Staphylinidae). Es endémico de la mitad occidental de la península ibérica.

## Especies
Se reconocen las siguientes:
- Hesperotyphlus albercanus
- Hesperotyphlus algarvensis
- Hesperotyphlus amoenus
- Hesperotyphlus baetanevesi
- Hesperotyphlus batuequensis
- Hesperotyphlus beirensis
- Hesperotyphlus besucheti
- Hesperotyphlus carballalae
- Hesperotyphlus estrelensis
- Hesperotyphlus faramellus
- Hesperotyphlus hurdanus
- Hesperotyphlus jeanneli
- Hesperotyphlus jucundus
- Hesperotyphlus mendezferrini
- Hesperotyphlus montanus
- Hesperotyphlus novoai
- Hesperotyphlus realensis
- Hesperotyphlus reyesae
- Hesperotyphlus seminarius
- Hesperotyphlus socius
- Hesperotyphlus validus
- Hesperotyphlus vicinus
- Hesperotyphlus zarazagai